# 34053 Carlquines
34053 Carlquines è un asteroide della fascia principale. Scoperto nel 2000, presenta un'orbita caratterizzata da un semiasse maggiore pari a 2,9252976 au e da un'eccentricità di 0,1172129, inclinata di 8,11880° rispetto all'eclittica.